# 엑스포 홀
엑스포 홀(영어: Expo Hall) 미국 플로리다주 탬파에 위치한 실내 경기장이다. 과거 NHL 탬파베이 라이트닝의 홈경기장으로 사용했다.